# Ernest Peers
Ernest Peers, né à Bruges le 24 novembre 1804 et mort à Oostkamp le 28 mai 1895, est un homme politique belge.

## Biographie
Ernest Jean Charles Eugène Peers est le fils aîné de Charles-Jean Peers (1761-1819), avocat puis greffier au Conseil des Flandres, et d'Isabelle Dhont (1774-1862). Il épouse la sœur d'Édouard Ducpétiaux.

## Fonctions et mandats
- Directeur du Haras national d'Oostkamp : 1836-
- Conseiller provincial : 1846-1848, 1857-1880
- Membre de la Chambre des représentants de Belgique : 1848-1853
- Président de la commission agricole provinciale : 1859

## Publications
- De l'efficacité du sel employé en agriculture, Brugge, 1847
- De l'emploi du sulfate de chaux en agriculture, Brugge, 1850
- Over het gebruik van den plaester in den landbouw, Brugge, 1850
- De la substitution du poids à la mesure en matière de vente des céréales, Brugge, 1853
- Quelques mots sur l'enseignement agricole en Belgique, Brugge, 1855
- Oiseaux de basse-cour. Des poules. Notices sur les oies, les canards, les pintades, les dindons, les pigeons, Brussel, 1865
- Hofgevogelte. Over de hoenders. Aentekeningen over de ganzen, de eenden, de perelhoenders, de kalkoenen, de duiven, Brussel, 1855
- De la culture perfectionnée du froment, Brussel, 1865
- De overdekte mesthopen of leerwijze om de stalmest te bewerken, 1856
- De la stabulation de l'espèce bovine, Brussel, 1858
- La race bovine de Jersey, Brugge, 1885

## Sources
- Luc SCHEPENS, De provincieraad van West-Vlaanderen (1836-1921), Tielt, 1976
- J.-L. DE PAEPE, Le Parlement belge, 1831-1894, 1996
- Oscar COOMANS DE BRACHÈNE, État présent de la noblesse belge, Annuaire 1996, Brussel, 1996
- Koen ROTSAERT, Lexicon van de parlementariërs van het arrondissement Brugge, 1830-1995, Brugge, 2006.

- Notices d'autorité :   - VIAF
  - IdRef